# 根纳季·克尔涅斯
根纳季·阿道福维奇·克尔涅斯（羅馬化：Hennadii Adolfovych Kernes；1959年6月27日—2020年12月17日），乌克兰政治人物。2010年起任哈尔科夫市长。

## 生平
1959年6月27日出生于哈尔科夫。早年毕业于哈尔科夫建筑职业技术学校，在工厂参加工作。1980年后从事商业活动。其后毕业于哈尔科夫智者雅罗斯拉夫国立法学院，获得法学学士学位。同时毕业于哈尔科夫国立经济大学，获公共管理硕士学位。2013年获公共管理副博士学位。
1999年至2001年，担任乌克兰天然气哈尔科夫分公司第一副总监。2001年至2006年，担任NPK控股公司董事长。2002年起任哈尔科夫市议会秘书。他是亲俄派政党地区党党员，曾任地区党哈尔科夫支部委员会主席。2010年11月当选哈尔科夫市长。2015年10月、2020年10月成功连任市长。
他是乌克兰前总统维克多·亚努科维奇的支持者。2014年4月28日，他在公路上骑车兜风时被狙击步枪击中，并因失血过多昏迷。2020年9月感染2019冠状病毒病，在德国治疗。2020年12月17日抢救无效逝世。